# Rhombophryne
Rhombophryne é um gênero de anfíbios da família Microhylidae.
As seguintes espécies são reconhecidas:
- Rhombophryne alluaudi (Mocquard, 1901)
- Rhombophryne coronata (Vences & Glaw, 2003)
- Rhombophryne coudreaui (Angel, 1938)
- Rhombophryne diadema Scherz MD, Hawlitschek O, Andreone F, Rakotoarison A, Vences M & Glaw F, 2017
- Rhombophryne guentherpetersi (Guibé, 1974)
- Rhombophryne laevipes (Mocquard, 1895)
- Rhombophryne mangabensis Glaw, Köhler, & Vences, 2010
- Rhombophryne matavy D'Cruze, Köhler, Vences, & Glaw, 2010
- Rhombophryne minuta (Guibé, 1975)
- Rhombophryne regalis Scherz MD, Hawlitschek O, Andreone F, Rakotoarison A, Vences M & Glaw F, 2017
- Rhombophryne serratopalpebrosa (Guibé, 1975)
- Rhombophryne testudo Boettger, 1880